# Missiologia
Missiologia (lat. missio "envio"; gr. logía "estudo") ou Teologia de Missões é um ramo da Teologia que estuda as missões, que são ações de propagação de uma religião. No Cristianismo, a Missiologia é uma sub-disciplina da Teologia pastoral.

## História
A missiologia é uma disciplina jovem. Ela nasceu em ambiente protestante do século XIX. A primeira cátedra referente a este saber foi criada na Universidade de Edimburgo, em 1867. No campo católico, o primeiro a abordar este estudo foi Joseph Schmidlin (1876-1944).Como resultado de seu trabalho, a Universidade de Münster resolveu a erigir a cátedra de missiologia em 1911. Depois da I Guerra Mundial várias universidades protestantes abriram suas cátedras. De 1916 a 1974, a Pontifícia Universidade Urbaniana de Roma publicou a Bibliotheca Missionum, uma coleção contendo vários volumes de estudos sobre missiologia.

## Objetivo e preparação do missionário
O objetivo do missionário cristão é anunciar o Evangelho de modo universal (Evangelho = boa notícia, boas novas, boa mensagem) e através da exposição deste evangelho, apresentar o próprio Cristo como Senhor e Salvador de toda a humanidade. Alguns aspectos são necessários para a preparação de um missionário:
- É importante que tenha profunda experiência de Salvação, e comunhão com Cristo, a quem irá apresentar as pessoas.
- Profundo conhecimento das escrituras sua principal ferramenta.
- Domínio da língua local onde pretende atuar.
- Conhecimento da cultura e das leis e costumes locais.
- Imprescindível que este possa contar com as orações, apoio financeiro e ministerial de sua Igreja de origem.